# Fredrik Agetoft
Nils Fredrik Agetoft, född 1 augusti 1971, är en svensk manusförfattare som även skriver manus för TV-spel.

## Tevemanus i urval
- Rummel och Rabalder (1997)
- Sjätte dagen (1999)
- Spung (2002)
- Spung 2.0 (2003)
- De drabbade (2003)
- Skeppsholmen (2003)
- Världarnas bok (2006)

## Spelmanus
- Battlefield: Bad Company (2008)
- Battlefield: Bad Company 2 (2010)